# Child in the Garden
Child in the Garden is een compositie van Alan Hovhaness. Het is geschreven voor een pianoduet. Het is ook als quatre mains uit te voeren. Het stamt uit 1958 tot 1961. Het stukje is verdeeld in twee melodielijnen waarvan de laatste begeleid wordt door murmur, een zacht onbestemd toongeraas in de verte. De muziek is deels afgeleid van een thema uit zijn elfde symfonie.

## Discografie
- Uitgave Hearts of Space: Sahan Arzruni, Alan Hovhaness - piano